# Kerékpározás a 2016. évi nyári olimpiai játékokon
A kerékpározás versenyszámait a 2016. évi nyári olimpiai játékokon augusztus 6. és 21. között rendezték meg. Rio de Janeiróban 4 helyszínen 18 versenyszámban folytak a versenyek.
A kerékpározás minden nyári olimpia programjában ott volt már az első újkori olimpiától kezdve.

## Helyszínek
| Helyszín                | Klaszter            | Sport                                      | Dátum            | Versenyszám | Kapacitás                         |
| ----------------------- | ------------------- | ------------------------------------------ | ---------------- | ----------- | --------------------------------- |
| Fort Copacabana         | Copacabana Klaszter | Országúti kerékpározás (országúti verseny) | Augusztus 6-7.   | 2           | 5000 (ülőhely) Korlátlan állóhely |
| Mountain Bike Centre    | Deodoro Klaszter    | Hegyi-kerékpározás                         | Augusztus 20-21. | 2           | 5000 (ülőhely) 20000 (állóhely)   |
| Olympic BMX Center      | Deodoro Klaszter    | BMX                                        | Augusztus 17-19. | 2           | 5000                              |
| Pontal (Rio de Janeiro) | Barra Klaszter      | Országúti kerékpározás (időfutam)          | Augusztus 10.    | 2           | 5000 (ülőhely) Korlátlan állóhely |
| Rio Olympic Velodrome   | Barra Klaszter      | Pálya-kerékpározás                         | Augusztus 11-16. | 10          | 7500                              |

1. ↑  A verseny bizonyos helyein ingyenesen látogatható pontok vannak.
2. ↑  A verseny bizonyos helyein ingyenesen látogatható pontok vannak.

## Éremtáblázat

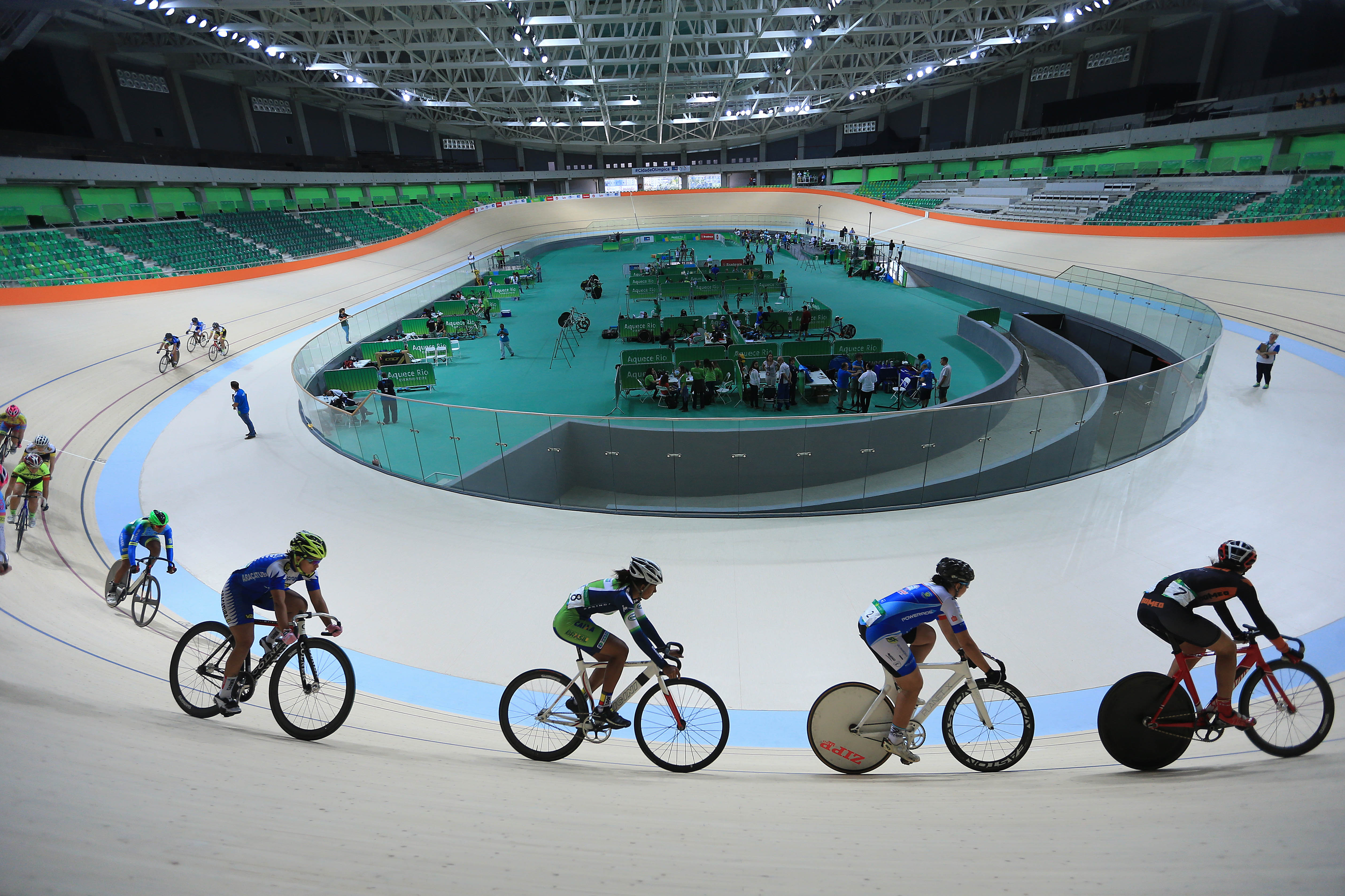
Rio Olympic Velodrome

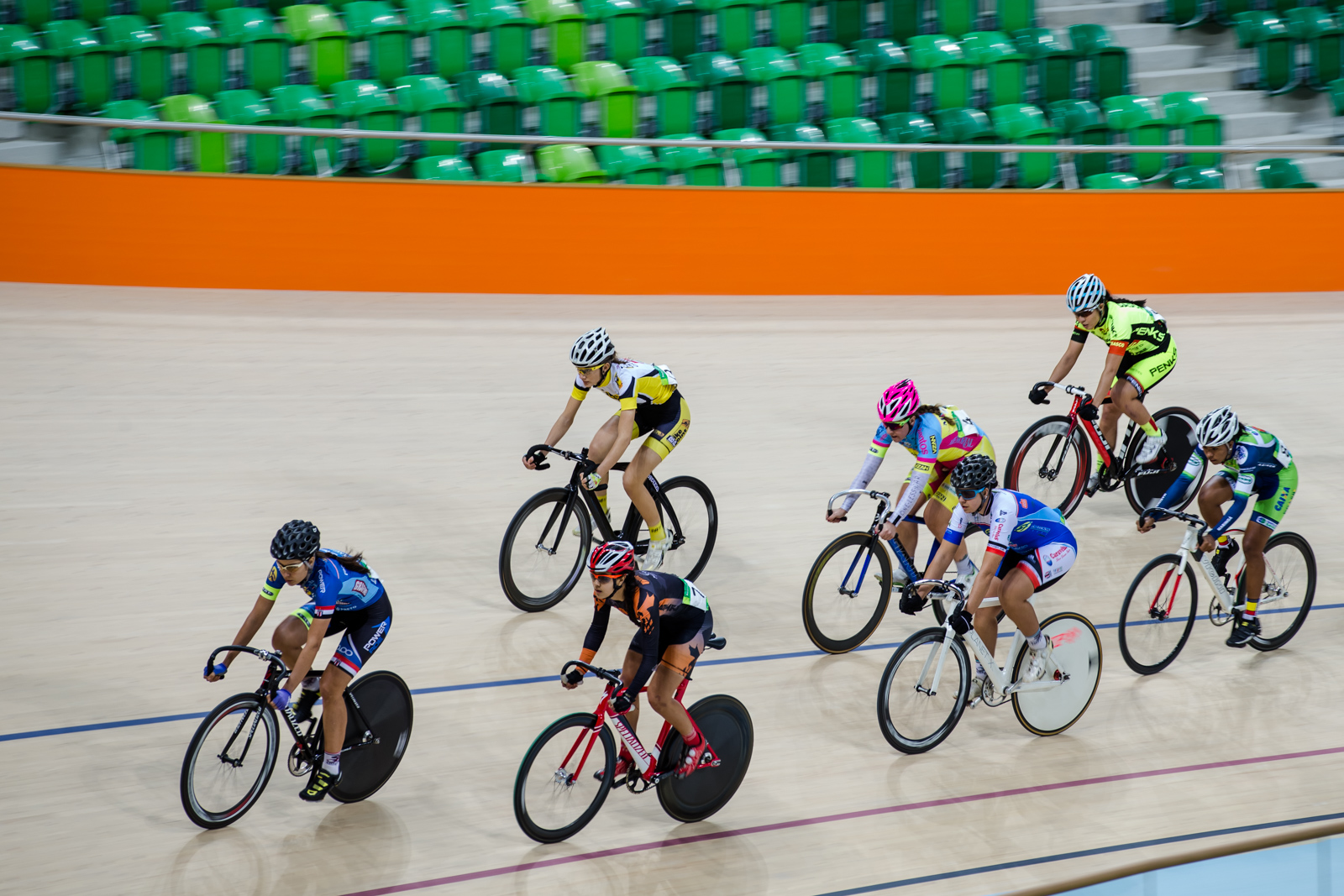
Pálya tesztelése a Rio Olympic Velodrom arénában

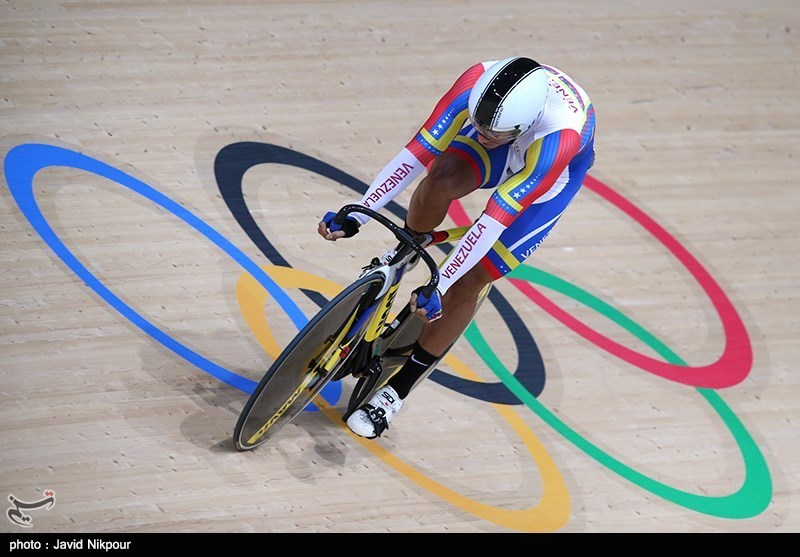

| A 2016. évi nyári olimpiai játékok éremtáblázata kerékpározásban | A 2016. évi nyári olimpiai játékok éremtáblázata kerékpározásban | A 2016. évi nyári olimpiai játékok éremtáblázata kerékpározásban | A 2016. évi nyári olimpiai játékok éremtáblázata kerékpározásban | A 2016. évi nyári olimpiai játékok éremtáblázata kerékpározásban | Olimpia  |
| ---------------------------------------------------------------- | ---------------------------------------------------------------- | ---------------------------------------------------------------- | ---------------------------------------------------------------- | ---------------------------------------------------------------- | -------- |
|                                                                  | Ország                                                           | Arany                                                            | Ezüst                                                            | Bronz                                                            | Összesen |
| 1.                                                               | Nagy-Britannia (GBR)                                             | 6                                                                | 4                                                                | 2                                                                | 12       |
| 2.                                                               | Hollandia (NED)                                                  | 2                                                                | 3                                                                | 1                                                                | 6        |
| 3.                                                               | Egyesült Államok (USA)                                           | 2                                                                | 3                                                                | 0                                                                | 5        |
| 4.                                                               | Svájc (SUI)                                                      | 2                                                                | 0                                                                | 0                                                                | 2        |
| 5.                                                               | Svédország (SWE)                                                 | 1                                                                | 1                                                                | 0                                                                | 2        |
| 6.                                                               | Belgium (BEL)                                                    | 1                                                                | 0                                                                | 1                                                                | 2        |
| 6.                                                               | Kolumbia (COL)                                                   | 1                                                                | 0                                                                | 1                                                                | 2        |
| 6.                                                               | Németország (GER)                                                | 1                                                                | 0                                                                | 1                                                                | 2        |
| 6.                                                               | Olaszország (ITA)                                                | 1                                                                | 0                                                                | 1                                                                | 2        |
| 10.                                                              | Kína (CHN)                                                       | 1                                                                | 0                                                                | 0                                                                | 1        |
|                                                                  |                                                                  |                                                                  |                                                                  |                                                                  |          |
| 11.                                                              | Oroszország (RUS)                                                | 0                                                                | 2                                                                | 1                                                                | 3        |
| 12.                                                              | Dánia (DEN)                                                      | 0                                                                | 1                                                                | 2                                                                | 3        |
| 13.                                                              | Ausztrália (AUS)                                                 | 0                                                                | 1                                                                | 1                                                                | 2        |
| 13.                                                              | Lengyelország (POL)                                              | 0                                                                | 1                                                                | 1                                                                | 2        |
| 15.                                                              | Csehország (CZE)                                                 | 0                                                                | 1                                                                | 0                                                                | 1        |
| 15.                                                              | Új-Zéland (NZL)                                                  | 0                                                                | 1                                                                | 0                                                                | 1        |
|                                                                  |                                                                  |                                                                  |                                                                  |                                                                  |          |
| 17.                                                              | Kanada (CAN)                                                     | 0                                                                | 0                                                                | 2                                                                | 2        |
| 18.                                                              | Franciaország (FRA)                                              | 0                                                                | 0                                                                | 1                                                                | 1        |
| 18.                                                              | Malajzia (MAS)                                                   | 0                                                                | 0                                                                | 1                                                                | 1        |
| 18.                                                              | Spanyolország (ESP)                                              | 0                                                                | 0                                                                | 1                                                                | 1        |
| 18.                                                              | Venezuela (VEN)                                                  | 0                                                                | 0                                                                | 1                                                                | 1        |
|                                                                  |                                                                  |                                                                  |                                                                  |                                                                  |          |
| Összesen                                                         | Összesen                                                         | 18                                                               | 18                                                               | 18                                                               | 54       |

## Érmesek

### Országúti kerékpározás
| A 2016. évi nyári olimpiai játékok érmesei országúti kerékpározásban |                                            |                                        |                                          |
| Versenyszám                                                          | Arany                                      | Ezüst                                  | Bronz                                    |
| Férfi egyéni mezőnyverseny                                           | Greg Van Avermaet · Belgium (BEL)          | Jakob Fuglsang · Dánia (DEN)           | Rafał Majka · Lengyelország (POL)        |
| Női egyéni mezőnyverseny                                             | Anna van der Breggen · Hollandia (NED)     | Emma Johansson · Svédország (SWE)      | Elisa Longo Borghini · Olaszország (ITA) |
| Férfi egyéni időfutam                                                | Fabian Cancellara · Svájc (SUI)            | Tom Dumoulin · Hollandia (NED)         | Chris Froome · Nagy-Britannia (GBR)      |
| Női egyéni időfutam                                                  | Kristin Armstrong · Egyesült Államok (USA) | Olga Zabelinszkaja · Oroszország (RUS) | Anna van der Breggen · Hollandia (NED)   |

### Pálya-kerékpározás
| A 2016. évi nyári olimpiai játékok érmesei pálya-kerékpározásban |                                                                                       | | |
| Versenyszám                                                      | Arany                                                                                 | Ezüst                                                                                                | Bronz |
| Férfi keirin                                                     | Jason Kenny · Nagy-Britannia (GBR)                                                    | Matthijs Büchli · Hollandia (NED)                                                                    | Azizulhasni Awang · Malajzia (MAS)                                                                        |
| Női keirin                                                       | Elis Ligtlee · Hollandia (NED)                                                        | Becky James · Nagy-Britannia (GBR)                                                                   | Anna Meares · Ausztrália (AUS)                                                                            |
| Férfi omnium                                                     | Elia Viviani · Olaszország (ITA)                                                      | Mark Cavendish · Nagy-Britannia (GBR)                                                                | Lasse Norman Hansen · Dánia (DEN)                                                                         |
| Női omnium                                                       | Laura Trott · Nagy-Britannia (GBR)                                                    | Sarah Hammer · Egyesült Államok (USA)                                                                | Jolien D'Hoore · Belgium (BEL)                                                                            |
| Férfi csapat üldözőverseny                                       | Nagy-Britannia (GBR) · Ed Clancy · Steven Burke · Owain Doull · Bradley Wiggins       | Ausztrália (AUS) · Alex Edmondson · Jack Bobridge · Michael Hepburn · Sam Welsford · Callum Scotson* | Dánia (DEN) · Lasse Norman Hansen · Niklas Larsen · Frederik Madsen · Casper von Folsach · Rasmus Quaade* |
| Női csapat üldözőverseny                                         | Nagy-Britannia (GBR) · Katie Archibald · Laura Trott · Elinor Barker · Joanna Rowsell | Egyesült Államok (USA) · Sarah Hammer · Kelly Catlin · Chloé Dygert · Jennifer Valente               | Kanada (CAN) · Allison Beveridge · Jasmin Glaesser · Kirsti Lay · Georgia Simmerling · Laura Brown*       |
| Férfi egyéni sprint                                              | Jason Kenny · Nagy-Britannia (GBR)                                                    | Callum Skinner · Nagy-Britannia (GBR)                                                                | Gyenyisz Dmitrijev · Oroszország (RUS)                                                                    |
| Női egyéni sprint                                                | Kristina Vogel · Németország (GER)                                                    | Becky James · Nagy-Britannia (GBR)                                                                   | Katy Marchant · Nagy-Britannia (GBR)                                                                      |
| Férfi csapatsprint                                               | Nagy-Britannia (GBR) · Philip Hindes · Jason Kenny · Callum Skinner                   | Új-Zéland (NZL) · Eddie Dawkins · Ethan Mitchell · Sam Webster                                       | Franciaország (FRA) · Grégory Baugé · Michaël D'Almeida · François Pervis                                 |
| Női csapatsprint                                                 | Kína (CHN) · Kung Csin-csie (Gong Jinjie) · Csung Tien-si (Zhong Tianshi)             | Oroszország (RUS) · Darja Smeleva · Anasztaszija Vojnova                                             | Németország (GER) · Miriam Welte · Kristina Vogel                                                         |

### Hegyi-kerékpározás
| A 2016. évi nyári olimpiai játékok érmesei hegyi-kerékpározásban |                                   |                                         |                                             |
| Versenyszám                                                      | Arany                             | Ezüst                                   | Bronz                                       |
| Férfi                                                            | Nino Schurter · Svájc (SUI)       | Jaroslav Kulhavý · Csehország (CZE)     | Carlos Coloma Nicolás · Spanyolország (ESP) |
| Női                                                              | Jenny Rissveds · Svédország (SWE) | Maja Włoszczowska · Lengyelország (POL) | Catharine Pendrel · Kanada (CAN)            |

### BMX
| A 2016. évi nyári olimpiai játékok érmesei BMX-ben |                                        |                                     |                                     |
| Versenyszám                                        | Arany                                  | Ezüst                               | Bronz                               |
| Férfi                                              | Connor Fields · Egyesült Államok (USA) | Jelle van Gorkom · Hollandia (NED)  | Carlos Ramírez · Kolumbia (COL)     |
| Női                                                | Mariana Pajón · Kolumbia (COL)         | Alise Post · Egyesült Államok (USA) | Stefany Hernandez · Venezuela (VEN) |